# Schweizerregimenter im Russlandfeldzug 1812

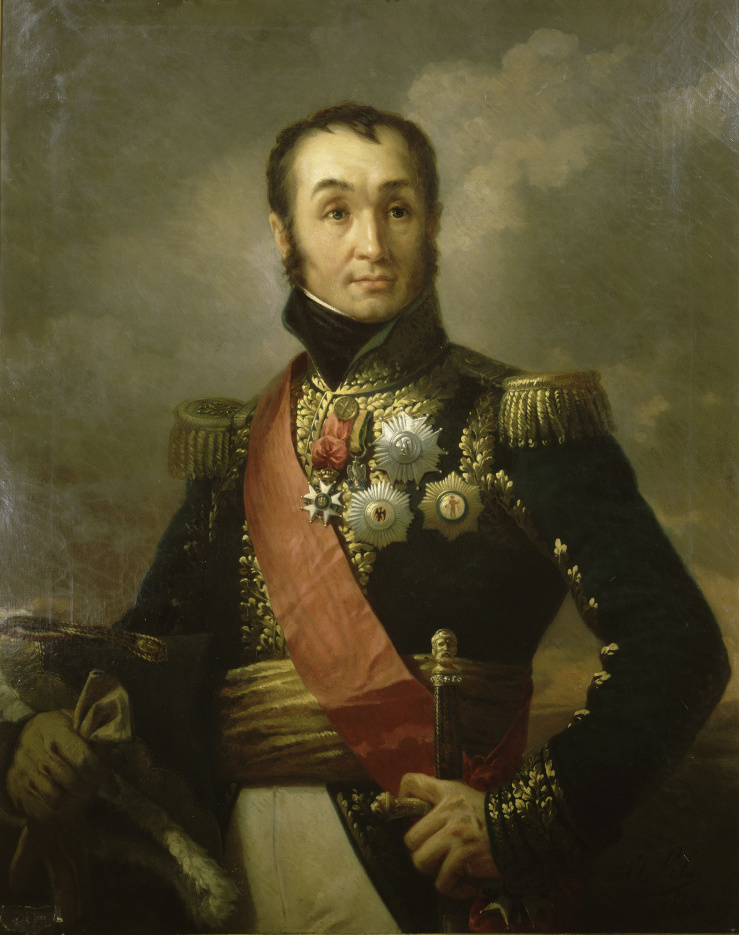
Marschall Oudinot

Die Schweizerregimenter im Russlandfeldzug 1812 gehörten zur 9. Infanterie-Division im 2. Korps unter Marschall Charles Nicolas Oudinot. Das Korps nahm am Russlandfeldzug 1812 teil, wobei auch die Schweizer enorm hohe Verluste erlitten. Kommandeur der 9. Infanterie-Division war der französische General Augustin-Daniel Belliard, später General Pierre Hugues Victoire Merle. Das 1. Schweizerregiment wurde von Oberst André Raguettly aus Flims kommandiert, das 2. von Oberst Castella, das 3. von Oberst May und das 4. von Oberst Karl von Affry. Zur gleichen Division gehörten auch das 3. provisorische Kroatenregiment sowie das 123. französische Linieninfanterie-Regiment, das überwiegend aus Holländern bestand. Neuenburg stellte ein Bataillon sowie zwei Batterien Artillerie. Diese Soldaten waren dem Hauptquartier Napoleons angegliedert. Im Gegensatz zu den vier Schweizerregimentern, die mit dem 2. und dem 10. Korps Napoleons Nordflanke sicherten, marschierten die Neuenburger mit der Hauptarmee. Ein Walliser Bataillon wurde 1805 errichtet. Das Wallis wurde 1810 durch Frankreich annektiert und als Département Simplon eingegliedert. Das Bataillon wurde am 16. September 1811 aufgelöst und in das 11. leichte französische Infanterie-Regiment mit Standort Festung Wesel, eingegliedert. Dieses Regiment gehörte ebenfalls zum 2. Korps unter Oudinot und teilte das Schicksal der Schweizerregimenter.

## Vorgeschichte
Die Schweiz stand seit dem Einmarsch 1798 unter französischer Herrschaft (→ Helvetik). Am 27. September 1803, nach Dekretierung der neuen Mediationsakte durch Napoleon, schlossen die schweizerische Tagsatzung und Frankreich eine Defensivallianz sowie eine Militärkapitulation. Damit wurde die Schweiz quasi ein Protektorat Frankreichs. Die Kantone verpflichteten sich, für Frankreich Soldaten zu stellen, wobei vor allem im Krieg gegen Spanien und Portugal sowie im Russlandfeldzug viele Schweizer ihr Leben verloren oder verwundet wurden. Am 15. Februar 1806 trat Preussen das Fürstentum Neuenburg und das Herzogtum Kleve im Abtausch mit dem Kurfürstentum Hannover an Napoleon ab. Der französische Marschall Berthier wurde von Napoleon zum Herzog von Neuenburg ernannt.

## Truppenstärke

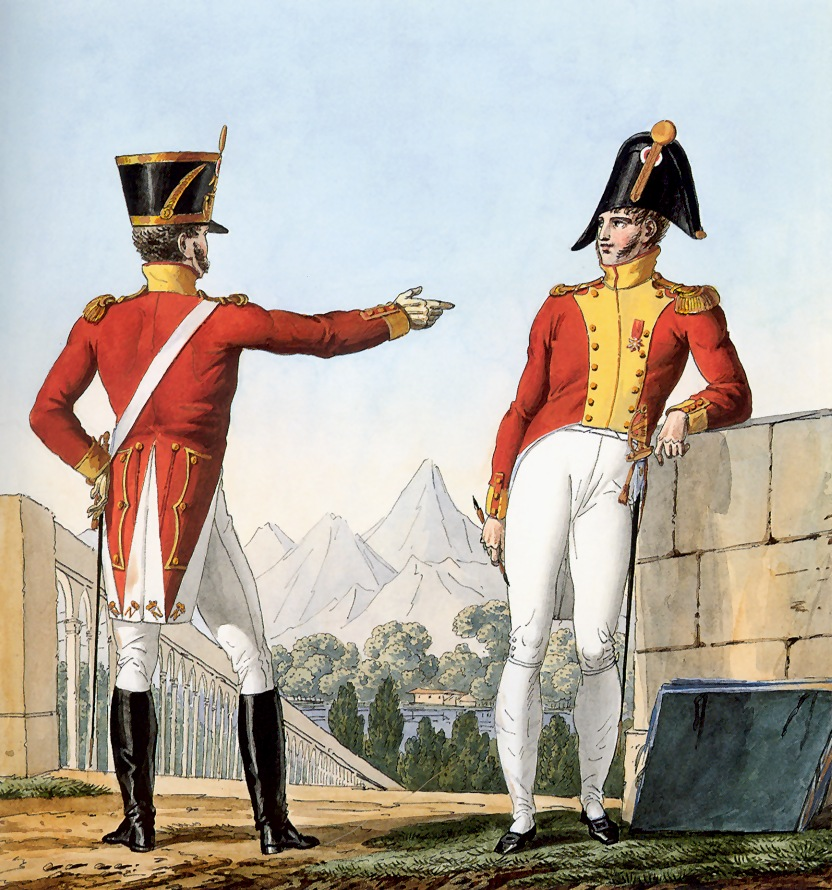
Offiziere 1. Schweizerregiment
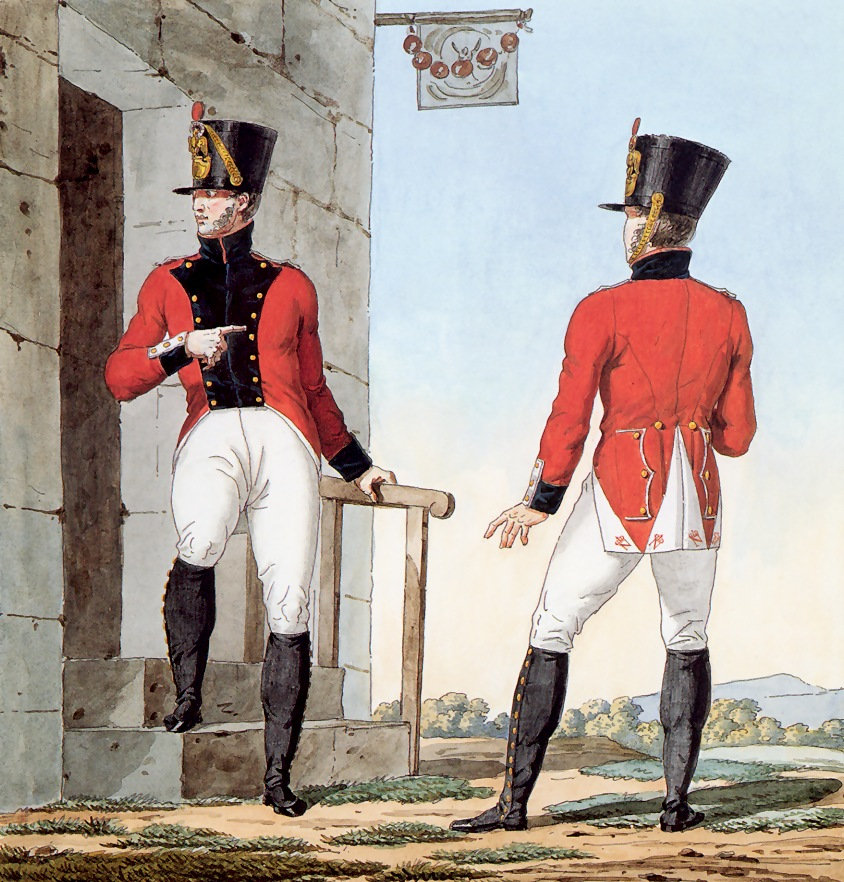
Infanterie 2. Schweizerregiment
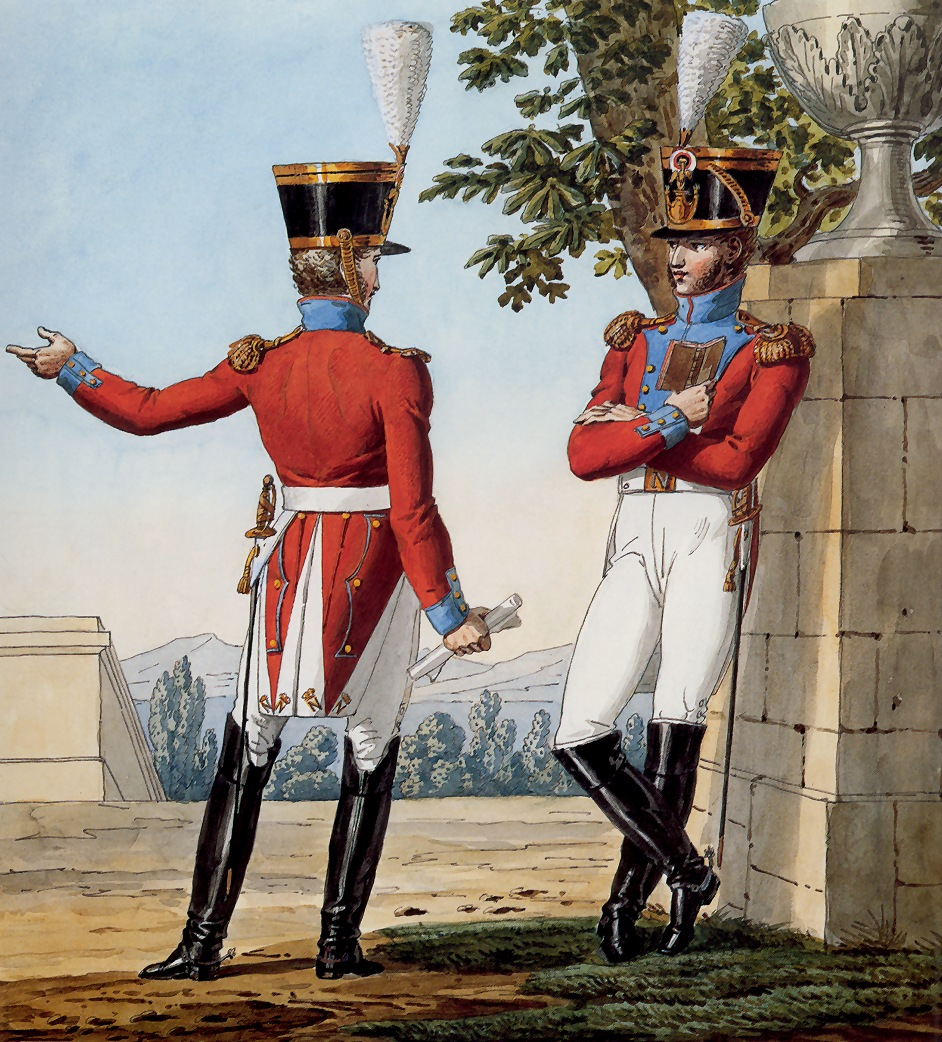
Oberst 4. Schweizerregiment
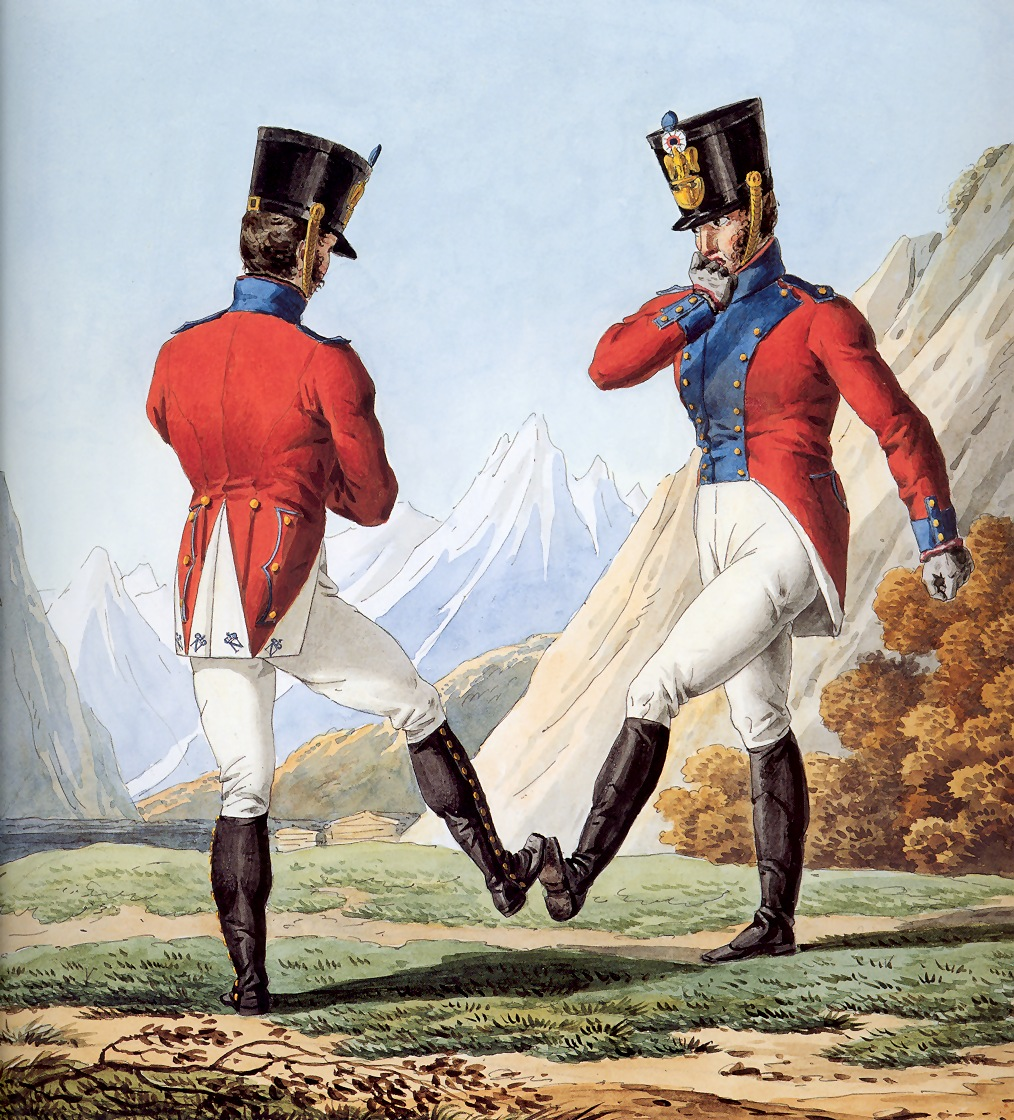
Infanterie 4. Schweizerregiment

Nach dem Vertrag von 1803 sollte die Schweiz 16.000 Soldaten für Frankreich stellen. Dazu sollten vier Regimenter zu je 4000 Mann gebildet werden. Neben dem Regimentsstab sollte jedes Regiment aus vier Bataillonen bestehen. Jedes Bataillon aus einer Grenadierkompanie sowie acht Füsilierkompanien. 1807 kam für jedes Bataillon noch eine Voltigeurkompanie hinzu. Die Artillerie-Kompanien verfügten jeweils über zwei Kanonen („Dreipfünder“), drei Munitionswagen, eine Feldschmiede, zwei Infanteriepatronenwagen, zwei Brotwagen sowie einen Ambulanzwagen. Die Soldaten mussten das 20. Lebensjahr vollendet haben, eine Mindestgrösse von fünf Fuss und zwei Zoll haben und einen Taufschein vorweisen können. Für Voltigeure war eine Grösse von vier Fuss und neun Zoll ausreichend. Zu Beginn des Jahres 1807 fehlten an der Sollstärke von 16.000 Mann nicht weniger als 8000 Soldaten. Der französische General Honoré Vial forderte deshalb am 13. Januar 1807 im Auftrag Napoleons vom Landammann der Schweiz Hans von Reinhard erneut die Gestellung von 16.000 Soldaten bis zum 1. Mai. Sollte diese Vorgabe nicht erfüllt werden, drohte er mit Zwangsaushebungen in den Kantonen. Unter diesem Druck rekrutierte man Soldaten aus den Gefängnissen. Andere, die einen schlechten Leumund oder Straftaten begangen hatten, wurden per Gerichtsurteil zum Wehrdienst verurteilt. In den Urkantonen liess man sich nicht einschüchtern. Man war der Meinung, wenn Napoleon damit drohte, die Schweiz ganz zu unterwerfen, sollte man die jungen Leute lieber zu Hause lassen, um sie im Notfall selbst zur Verfügung zu haben. Am 28. März 1812 wurde das Kontingent auf 12.000 Mann reduziert. Damit waren die Kantone aber immer noch überfordert. Zudem desertierten viele Soldaten, die zum Wehrdienst gezwungen wurden. Napoleon selbst schrieb dazu am 21. Januar 1813: „Viele in den Schweizerregimentern sind desertiert und es hat sich herausgestellt, dass alle alte Deserteure waren, die echten Schweizer sind geblieben. […] So viel Wert ich auf die Schweizer lege, so wenig Wert lege ich auf die ganze Kanaille, die sie zusammenlesen“.
Der französische Historiker Georges Vallotton gab die Stärke des Schweizer Kontingents mit 9000 Mann an, der deutsche Historiker Eckart Kleßmann dagegen nur mit 7000. Der schweizerische Historiker Albert Maag gibt die Stärke, zu Beginn des Feldzugs, mit rund 8000 Mann an. Wilhelm Oechsli, ebenfalls ein Schweizer, gibt die Stärke zu Beginn des Krieges mit 7265 Mann an – einschliesslich der nachgerückten Verstärkungen mit etwa 9000 Mann. Keines der Regimenter erreichte die Sollstärke. Trotzdem wird in einigen, späteren Quellen die Gesamtstärke der Schweizerregimenter mit 16.000 Mann angegeben.

## Uniform
Die Grundfarbe der Uniform war für alle vier Regimenter gleich: krapproter Waffenrock, weisse, eng anliegende Hosen. Schulterklappen, Ärmelaufschläge und Kragen waren beim 1. Regiment gelb, beim 2. Regiment königsblau, beim 3. Regiment schwarz und beim 4. Regiment himmelblau. Füsiliere und Voltigeure trugen Tschakos, die Grenadiere Bärenfellmützen. Aufgrund der einheitlichen roten Rockfarbe wurden die Soldaten „Rote Schweizer“ genannt. Die Neuenburger trugen gelbe (chamois-farbige) Uniformröcke, Kragen, Klappen und Aufschläge waren scharlachrot, die Hosen weiss. Napoleon nannte sie „canaris“ (deutsch: Kanarienvögel). Die Artillerie trug blaue Waffenröcke. Die Walliser trugen dunkelrote Uniformröcke, Kragen, Klappen und Aufschläge weiss, ebenso die Hosen.

## Gliederung und Aufmarsch

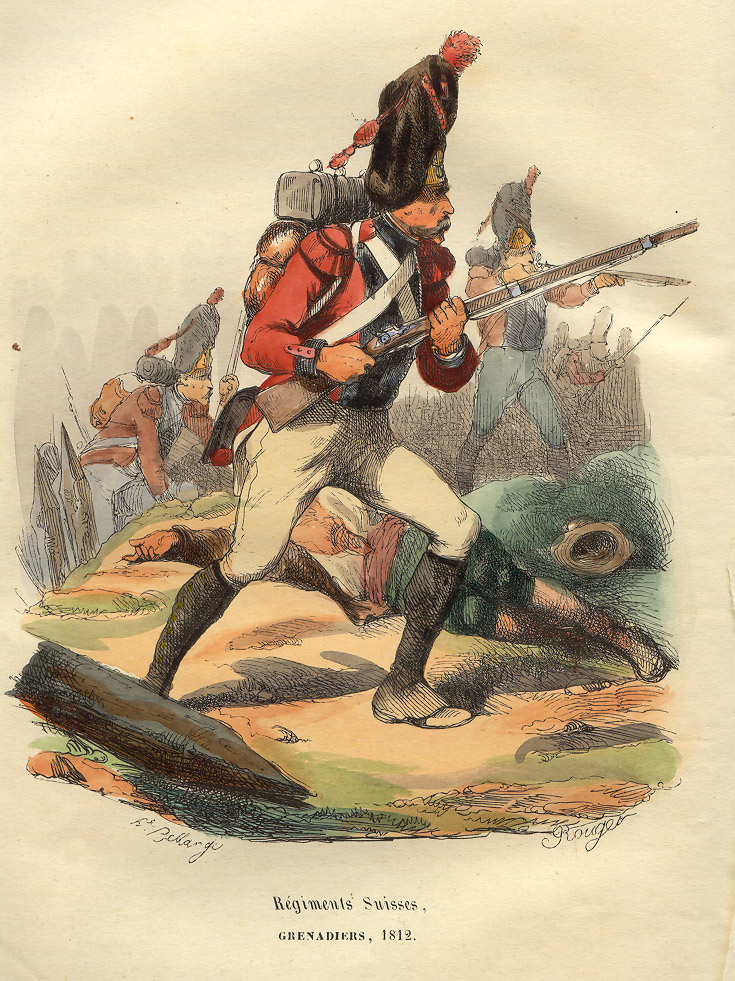
Schweizer Grenadiere (1812)

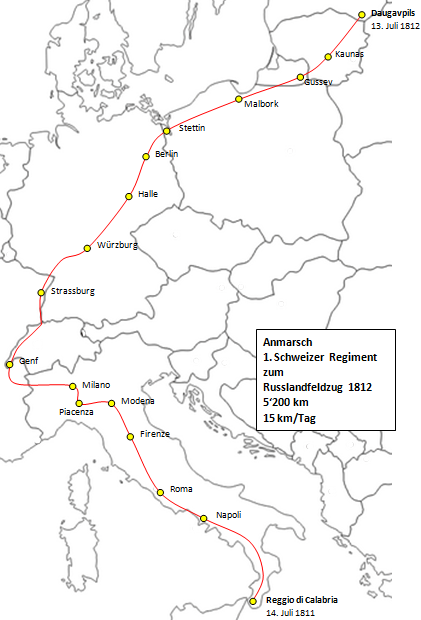
Anmarsch 1. Schweizer Regiment zum Russlandfeldzug 1812 (heutige Landesgrenzen)

Dem Einmarsch der „Grossen Armee“ in Russland gingen monatelange Aufmärsche quer durch ganz Europa voran. Das 1. Regiment unter Kommandeur Oberst André Raguettly (* 11. Januar 1756 in Flims; † 10. Dezember 1812 in Wilna) marschierte am 14. Juli 1811 von Reggio di Calabria los und erreichte über Neapel, Rom, Florenz, Modena, Parma, Piacenza, Mailand, Genf, Strassburg, Würzburg, Halle und Berlin nach Stettin, wo sich die vier Regimenter sammelten. Über Marienburg, Gumbinnen, Kowno marschierten sie weiter nach Dünaburg. Dort traf das 1. Regiment am 13. Juli 1812 ein. Das Regiment bestand zu diesem Zeitpunkt nur noch aus zwei Feldbataillonen, denn das 3. Bataillon unter dem Kommando von Dufresne hatte man in Piacenza zurückgelassen. Die beiden verbleibenden Bataillone standen anfangs unter dem Kommando von Scheuchzer bzw. Heinrich Ludwig Dulliker (1768–1812). Scheuchzer musste kurz nach Kriegsbeginn aus gesundheitlichen Gründen durch Hauptmann Zingg ersetzt werden. Die Mannstärke beider Bataillone betrug ursprünglich 1.923, zusätzliche 387 Soldaten wurden später zur Verstärkung nachgeschickt. Das 1. Regiment gehörte zur Brigade Candras (Jacques-Lazare Savattier de Candras; * 1768; † 1812 an der Bjaresina;) ebenso das 2. Regiment von Oberst Castella de Berlens (* 1767; † 1830). Letzteres bestand aus drei Bataillonen, geführt von Franz Peter Niklaus Vonderweid von Seedorf (1779–1812), Joseph Ignaz von Flüe (1762–1813) bzw. Hauptmann Hartmann Füßli (1783–1812) und erreichte am 7. Dezember 1811 von Nevers kommend Paris.
Das 3. Schweizerregiment unter Oberst Thomasset (später von Graffenried abgelöst) bestand ebenfalls aus drei Bataillonen, die von Peyer-Imhof, Weltner bzw. Graffenried angeführt wurden. Sie bildete mit dem 123. französischen Linieninfanterie-Regiment die Brigade Coutard (Louis François Coutard; * 1769; † 1852). Das 4. Schweizerregiment unter Oberst von Affry (Charles d’Affry; * 1772 in Fribourg; † 1818 ebenda) bildete zusammen mit dem 3. Kroatenregiment die 1. Brigade der Division. Auch dieses Regiment bestand aus drei Bataillonen, die von den Hauptleuten Bleuler, Maillardoz bzw. Imthurn befehligt wurden und der Brigade von General François Pierre Amey angegliedert waren. Es verliess Cherbourg am 25. Dezember, traf am 10. Januar 1812 in Paris und um den 16. April in Stettin ein.
Das Verhältnis zwischen den Regimentern 3 und 4 war durch zwei ähnliche gelagerten Zwischenfälle vorbelastet: Vor dem Übersetzen beim Grenzfluss Niemen hatten zwei betrunkene Voltigeure des 4. Schweizerregiments einen polnischen Bauern erschossen. Sie wurden darauf von den Kroaten festgenommen, verurteilt und standrechtlich erschossen. Das gleiche Schicksal traf drei weitere Soldaten des 3. Regiments, die auf einen fliehenden Bauern gefeuert hatten. 
Das Bataillon aus dem Fürstentum Neuchâtel (1806–1814) – bis Ende März noch in Spanien eingesetzt – sammelte sich im April 1812 mit einer Effektivstärke von 1.027 Mann in Besançon. Als es am 12. Juni Posen erreichte, war es durch Marschverluste bereits soweit dezimiert, dass die Infanterie nur noch über 19 Offiziere sowie 609 Unteroffiziere und Soldaten verfügte. Die Artillerie bestand noch aus drei Offizieren sowie 76 Mann Unteroffizieren und Kanoniere, hinzu kamen 74 Pferde.

## Einmarsch in Russland
Die Schweizer wurden vorerst in keine wesentlichen Kampfhandlungen verwickelt, dennoch waren die Ausfälle enorm. Schlecht versorgt und durch verschmutztes Wasser an Ruhr infiziert, waren viele Soldaten erkrankt. Bei seiner Inspektion am 18. Juni zeigte sich Napoleon sehr unzufrieden, da die Stärke der vier Regimenter zusammengezählt weniger als 5000 Mann betrug. Allerdings war an diesem Tag ein Teil des 3. Regiments an die Weichsel abkommandiert.
Gemäss dem US-amerikanischen Militärhistoriker George F. Nafziger hatten die vier Regimenter am 1. August 1812 eine Kampfstärke von 6030 Mann, am 15. August nur noch 2950. Zwar wurden wieder genesene Soldaten nachgeführt, doch allein der Marschverlust betrug mindestens 2000 Mann, wie aus einem Brief des Bataillonschefs Füßli zu ersehen ist. Füßli äusserte im Brief auch die Befürchtung, dass der französische Kriegsminister diese nun fehlenden mehr als 2000 Mann als Deserteure bezeichnen würde und dafür Ersatz fordern würde: „…das dann gewiss scheußlich wäre, denn woher diese nehmen, das ist [nur] Gott bekannt.“ 
Das 2. Korps der „Grande Armée“ besetzte am 27. Juli 1812 kampflos Polozk. Am 30. Juli kam es bei Jakubowo östlich von Polozk gegen das russische Korps Wittgenstein zur Schlacht bei Klyastitsy. Die 9. Division mit den Schweizerregimentern bildete dabei die Reserve und nahm somit nicht direkt am Gefecht teil. Am 1. August zogen sich die beiden, sich feindlich gegenüberstehenden Korps, zurück. Am 2. August erreichte das napoleonische Korps erneut Polozk. Vier Tage später stiess das 6. Korps, das vom Königreich Bayern gestellt und von General Saint-Cyr kommandiert wurde, zum 2. Korps. Obwohl sie bisher in kein Gefecht verwickelt worden war, hatten auch die Bayern während des Aufmarsches erhebliche Verluste erlitten. Von 22'000 Mann erreichten nur 12'000 Polozk.
Napoleon hatte Marschall Berthier, dem als Fürst von Neuenburg das Neuenburger Bataillon unterstand, vorgeworfen: „Ich bemerke die Kanarienvögel [ihre Soldaten] nie im Feuer; Sie schonen sie!“. Am 28. Juli wurde das Neuenburger Bataillon in der Schlacht bei Ostrowno eingesetzt und erlitt dabei erhebliche Verluste.
Auch in Polozk wütete die Ruhr. Chef de bataillon Maillardoz starb im Lazarett, wie auch viele Soldaten. Das 3. Schweizerregiment war durch die erlittenen Verluste so dezimiert, dass man es auflöste und aus den übrig gebliebenen Kräften zwei Bataillone bildete. Diese standen unter dem Kommando der Bataillonschefs Weltner bzw. Peyer-Imhof.

## Erste Schlacht bei Polozk

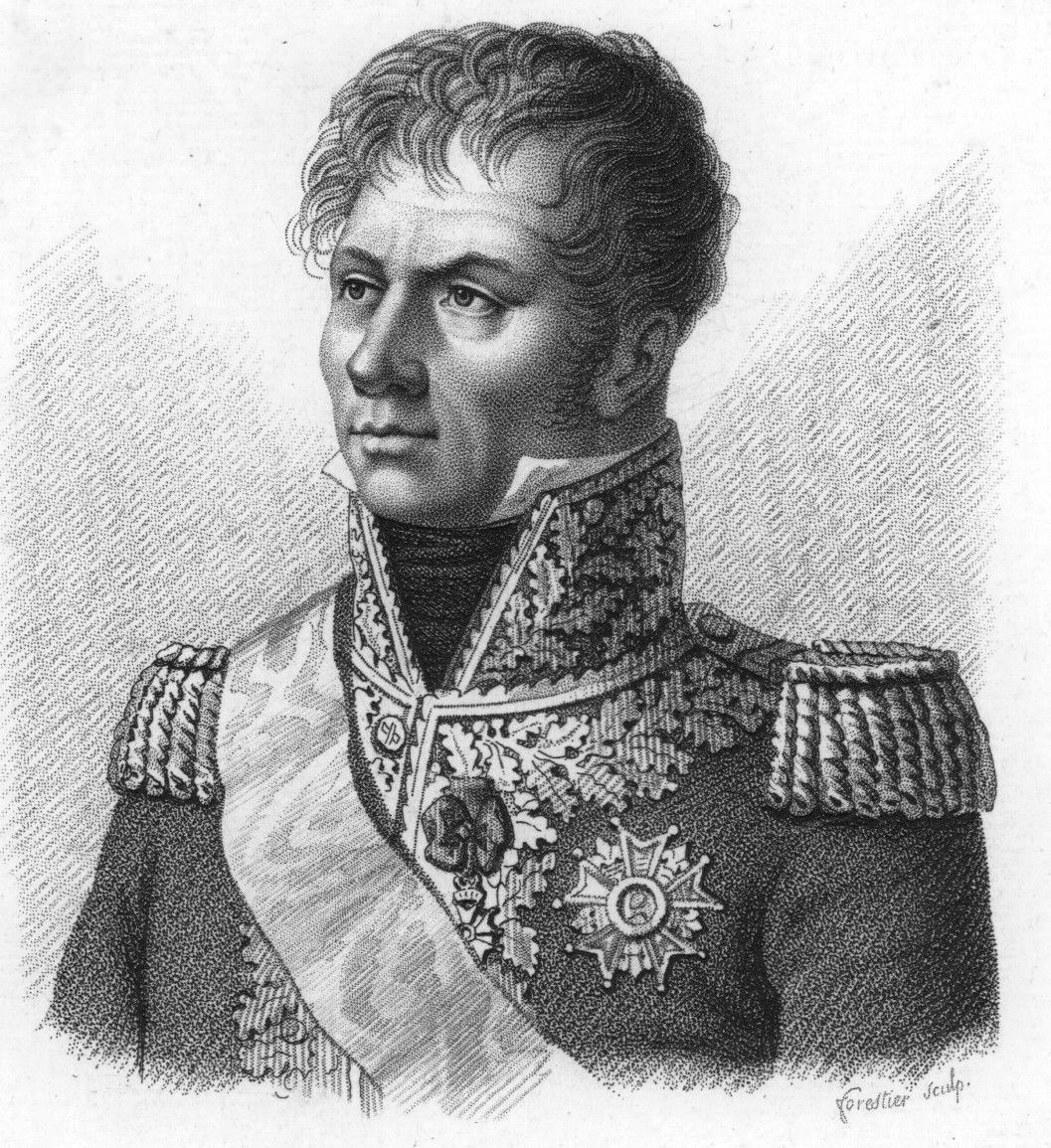
Laurent de Gouvion Saint-Cyr

Das erste Vorpostengefecht um die Stadt Polozk, am westlichen Ufer der Düna fand am 12. August 1812 bei Swolna (Svoiana) am gleichnamigen Fluss statt. Dabei wurden die französischen Truppen von den russischen zurückgedrängt. Am 16. August begann die erste Schlacht bei Polozk in der die 9. Division, zu der auch die Schweizerregimenter gehörten, erneut die Reserve bildete. Da Marschall Oudinot verwundet wurde, übernahm General Saint-Cyr das Kommando. Bisher hatten die Schweizerregimenter nie in der ersten Linie gestanden. Darauf angesprochen erklärte Saint-Cyr: „Ich kenne die Schweizer. Zum Angriff sind die Franzosen rascher, aber sollte es zum Rückzug kommen, so können wir auf die Kaltblütigkeit und den Mut der Schweizer sicher zählen, und aus diesem Grunde müssen sie mir heute noch in der Reserve bleiben.“ Saint-Cyr täuschte am 18. August, gegen Mittag, einen Rückzug vor. Alle Fuhrwerke und die Artillerie zogen sich unter den Augen der Russen zurück, doch die Division Merle kehrte mit dem grössten Teil der Artillerie zurück. Ihr folgten weitere Divisionen. Das 1. und das 2. Schweizerregiment bezog vor der Stadt Stellung, das 3. und 4. Schweizerregiment wurde teils auf die Wälle verteilt, teils direkt in der Stadt positioniert. Die bayerische und die französische Artillerie eröffneten mit mehr als 150 Kanonen das Feuer und der Angriff der Infanteriekolonnen auf die überrumpelten Russen folgte. Nach heftigen Kämpfen zogen sich die Russen, verfolgt von den kaiserlichen Truppen, zurück. Zum Kampfverband, die den Russen nachsetzte, gehörte auch das 3. Schweizerregiment.
Am 25. August bildete die 9. Division zum ersten Mal die vorderste Linie. Als Vorpostenkette sicherte sie bei der Kapelle von Ropna und bei Gamselova die Kreuzung der Strassen nach Sankt Petersburg und Riga. Ein Bataillon Voltigeure des 1. Schweizer Regiments machte unter ihrem Kommandeur Dulliker während eines Bajonettangriffes auf die russische Vorpostenlinie 200 Gefangene.
Bis zum 12. Oktober erhielt das 2. Korps 5000 Mann Verstärkung, wovon auch die Schweizerregimenter mit etwa 1000 Mann profitierten. Die neuen Schweizer Soldaten trafen bereits in der ersten Septemberhälfte ein. Trotz dieser Aufstockung zählten die vier Schweizerregimenter am 15. September zusammen nur noch 2.825 kampffähige Soldaten. Die Bestandsaufnahme (État de situation) des 3. Regiments vom 1. Oktober offenbarte die prekäre Lage: Der Effektivbestand betrug 1.639 Mann, davon befanden sich 524 Mann im Lazarett und mehr als 350 Mann waren auf dem Marsch zurückgeblieben. In anderen Regimentern war die Situation kaum besser.

## Zweite Schlacht bei Polozk
Gemeinsam mit dem 3. französischen Lancier- und Kürassier-Regiment sowie einem Bataillon des 2. Infanterieregiments war das 3. Schweizerregiment Mitte Oktober 1812 im Raum Cotiani aufgestellt. Die Einheiten bildeten den äussersten rechten Flügel der Truppen von Marschall Saint-Cyr. Der Marschall rechnete mit einem Angriff und setzte deshalb am 15. Oktober Verstärkung, die aus dem 11. leichten Infanterieregiment mit den Wallisern und einer Kürassierbrigade unter General Nicolas-Joseph Maison bestand, nach Cotiani in Marsch. Am Morgen des 16. Oktober wurde das 3. Lancierregiment von russischen Dragonern und Infanteristen angegriffen und zurückgeworfen. Die Schweizer öffneten ihre Linien, um die Lanciers passieren zu lassen und schossen anschliessend auf deren Verfolger. Als die Russen das Feuer mit Artillerie erwiderten gab General Maison, der inzwischen auf dem Schlachtfeld eingetroffen war, den Befehl zum Rückzug, denn die französische Artillerie war noch nicht in Stellung. Das 3. Schweizerregiment wurde mit der Deckung des Rückzuges beauftragt.
Am 17. Oktober wurde die französische Vorhut bei Ropna angegriffen. Ein Grenadierbataillon unter Hauptmann Jean Gilly verstärkte die Vorposten und verschanzte sich auf dem Kirchhof. Aus sicherer Deckung feuerten die Soldaten auf die Kolonnen anmarschierenden Russen. Nachdem alle Munition verschossen war, verwickelte ein Teil der Soldaten die Russen in ein Nahkampf mit Bajonetten, um so den Rückzug zu sichern. Das Bataillon verlor bei diesen Gefechten 150 Mann; viele waren tot, 50 waren verwundet und andere gefangen genommen. Auch Hauptmann Gilly wurde getötet und Hauptmann Pierre Druey starb an seinen Verletzungen. Am selben Tag erhielten die Schweizer unter dem Kommando der Hauptleute Henri Bourgeois bzw. Franz von Sury 200 Mann Verstärkung. Eigentlich wurden 320 Mann in Marsch gesetzt, aber kurz vor Polozk wurde die Kolonne angegriffen und verlor dabei 28 Mann. Zudem blieben 92 Soldaten auf dem Marsch zurück.

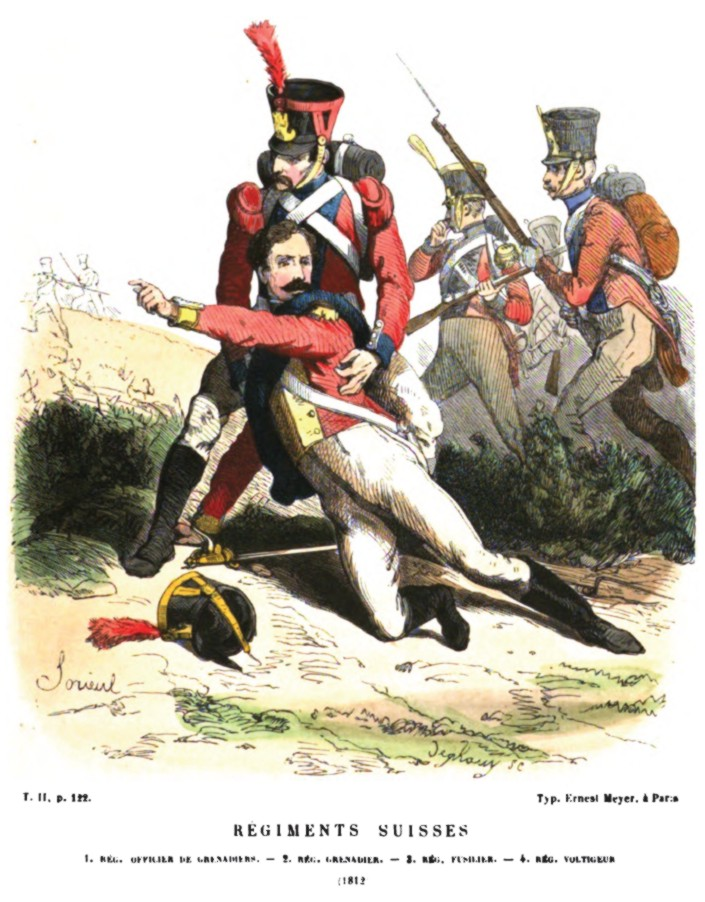
Infanterie der Schweizerregimenter in Eugène Fieffé Histoire de Troupes Ètrangères au Service de France (1854) – vorn Grenadieroffizier 1. Regiment, dahinter von links nach rechts Grenadier 2. Regiment, Füsilier 3. Regiment, Voltigeur 4. Regiment

Am 18. Oktober begann die zweite Schlacht um Polozk. Die Schweizerregimenter und die ihnen angegliederten Kroaten hatten noch einen Bestand von ungefähr 3000 Mann, davon waren etwa 1000 Kroaten. Das 1. und das 2. Schweizerregiment befanden sich mit der Division Merle auf dem linken Flügel. Sie hatten die Anweisung, sich auf die Schanzen zurückzuziehen, sobald ein grösserer Angriff erfolgen sollte. Die Division sollte den Feind lediglich zurückhalten, während der rechte Flügel den Angriff übernehmen sollte. Das 4. Schweizerregiment befand sich mit dem 123. französischen Linieninfanterie-Regiment in Polozk, das 3. Schweizerregiment war noch auf dem Rückweg von Cotiani und traf erst gegen 15 Uhr auf dem Schlachtfeld ein. Im Laufe des Vormittags kam es zu heftigen Gefechten zwischen den Voltigeuren des 1. und 2. Schweizerregiments und russischen Tirailleuren. Die vorgerückten Voltigeure wurden zurückgedrängt und mussten den Schutz ihrer Bataillone aufsuchen. Gegen Nachmittag rückten die Russen in Massen aus dem Wald. Nun standen den 4000 Mann der Division Merle 15'000 Russen unter der Führung von Fürst Jachwyl gegenüber. Für einen solchen Fall hatte Saint-Cyr den Befehl gegeben, sich unter die Kanonen von Polozk zurückzuziehen. Die Schweizer taten das nicht, sondern eröffneten das Feuer auf die angreifenden Russen, marschierten vor, schossen erneut, zogen sich ein paar Schritte zurück und feuerten erneut. Dieses Manöver wiederholte sich in der Folge mehrmals. Merle wollte diesen Verstoss gegen den Befehl von Saint-Cyr unterbinden und schickte deshalb seinen Ordonnanzoffizier Schaller mit dem Befehl an Candras, den Rückzug zu kommandieren. Schaller erreichte zwar den Brigadechef, kehrte aber unverrichteter Dinge zurück. Die Schweizer feuerten weiter und gingen später sogar zum Bajonettangriff über. Merle hatte inzwischen Schaller beauftragt, dem mittlerweile zurückgekehrten 3. Schweizerregiment sowie dem 4. den Befehl zu überbringen, die Schanzen zu besetzen und von dort aus ihre Landsleute zu unterstützen. Dem 1. und 2. Regiment war es mittlerweile tatsächlich gelungen, die überraschten Russen zurückzuwerfen. Als die russische Kavallerie in das Kampfgeschehen eingriff, wichen die Schweizer zurück, bildeten Karrees und eröffneten dann das Feuer auf die Kavallerie. Nachdem die Kavallerie zurückgeschlagen war, setzten die Schweizer ihren Rückzug fort, wobei sie zwei weiteren Attacken der Kavallerie ausgesetzt waren. Die beiden Regimenter waren inzwischen von der eigenen Linie abgeschnitten und fühlten den Feind sowohl im Rücken wie auch vor ihnen. Sie hatten sich allerdings den eigenen Linien bereits so weit genähert, dass die Russen, die vor ihnen standen, dem Feuer von zwei Seiten ausgesetzt waren. In diesem Moment eröffneten auch noch das 3. und 4. Schweizerregiment sowie das 3. Kroatenregiment das Feuer auf die Russen. Einem verbliebenen Rest, zusammengesetzt aus dem 1. und 2. Schweizerregiment, gelang es schliesslich die eigenen Linien zu erreichen und etwa 250 schwer verwundete Schweizer konnten evakuiert werden. 
Taktisch gesehen war das Verhalten der beiden Regimenter dilettantisch. Im Verbund mit der Artillerie hätten sie mehr erreicht und kleinere Verluste erlitten. Die Artilleristen jedoch, mussten dem Geschehen tatenlos zusehen, da sich auch die Schweizer bei ihren Manövern im Zielgebiet der Geschütze befanden. Marschall Saint-Cyr schreibt dazu in seinen Memoiren: „Die Generale konnten diese Bewegung nur durch die Annahme erklären, dass die Schweizer, die sich fast immer in Reserve befunden und an den Kämpfen des 2. Korps nicht so viel Anteil genommen wie die übrigen Truppen, sich falscherweise eingebildet hätten, man habe zu ihnen nicht das gleiche Vertrauen, so dass sie die diesmal gefundene Gelegenheit, ihre Tapferkeit zu zeigen, sich nicht hatten entgehen lassen wollen und sich in spontaner Bewegung in den Kampf eingelassen haben.“ Faktisch waren die Schweizer massgeblich dafür verantwortlich, dass sich die Russen bei Einbruch der Dunkelheit zurückziehen mussten. Bei der Ausgabe des Tagesbefehls wurde das Verdienst der Truppe von Marschall Saint-Cyr gewürdigt, nur wurde den Soldaten auch vorgeworfen, ein wenig „zu viel Bravour und Munterkeit“ bewiesen zu haben. Oberst Affry hebt in seinem Rapport an den Landammann „die Ehre hervor, welche ihm St. Cyr erwiesen, indem er über die zu große Tapferkeit der Schweizer geklagt habe.“ Von anderer Seite gab es Kritik. Philippe-Paul de Ségur, der zwar am Russlandfeldzug, nicht aber an der Schlacht bei Polozk teilgenommen hat, schrieb: „Aber während auf der Rechten alles gewonnen schien, schien auf der Linken alles verloren; es waren die Schweizer und Kroaten, deren Aufwallung Ursache dieses Umschlages war. Ihr Eifer hatte bis dahin der Gelegenheit entbehrt. Zu eifersüchtig, sich der großen Armee würdig zu zeigen, wurden sie tollkühn. Nachlässig vor ihrer Position aufgestellt, um Jachwyl an sich zu locken, statt ihm ein zu seiner Vernichtung bestimmtes Terrain zu räumen, stürzten sie sich vor seine Massen hin und wurden durch die Überzahl erdrückt. Die französischen Kanoniere, die auf dieses Knäuel nicht schießen konnten, wurden unnütz und unsere Verbündeten bis Polozk zurückgeworfen.“ Der französische Historiker Adolphe Thiers äusserte sich ähnlich. Der Schweizer Hauptmann Louis Bégos gibt in seinen „Souvenirs des campagnes“ eine Replik auf Thiers und Ségur: „Gefehlt durch zu viel Eifer! Das Wort ist nett, Herr Thiers! … Sie vergessen also, dass neben dem französischen Kürassierregiment des Generals Doumerc die Schweizer beinahe allein waren, um der russischen Armee die Spitze zu bieten. Im ganzen russischen Feldzug ist dies die einzige Erinnerung, die ihm entgeht, und seine Feder scheint sich davor zu fürchten, die Tapferen zu loben, die auf den Schlachtfeldern Russlands für die Ehre der französischen Fahne gefallen sind.“

## Rückzug aus Polozk
Am 19. Oktober ruhte der Kampf. Am Vormittag wurde Marschall Saint-Cyr darüber unterrichtet, dass russische Verstärkung unterwegs war. Die transportfähigen Schwerverwundeten wurden deshalb auf Fuhrwerke verladen, ebenso das Gepäck, die Munition und die Lebensmittel. Um 14 Uhr erfuhr Saint-Cyr, dass das heranrückende feindliche Korps aus 12'000 Mann Infanterie und einer grösseren Anzahl Geschützen bestand. Es handelte sich um das Korps des russischen Generals Steinheil. Saint-Cyr beschloss den Rückzug in der kommenden Nacht durchzuführen. Die Division Merle verblieb in der Stadt, um den Rückzug zu decken. Gegen 21 Uhr erfolgte eine russische Attacke. Die Soldaten der Division Merle liessen die Russen herankommen und feuerten ihre Salven in die Menge der feindlichen Soldaten. Die angreifende Truppe bestand grösstenteils aus schlecht ausgerüstete Milizen der Stadt Sankt Petersburg. Hauptmann Landolt schrieb dazu: „arme Teufel von Bauern, welche, nur mit Spießen bewaffnet und von den Popen ermuntert, sich zum Totschießen hergaben.“ Als russische Soldaten sich anschickten die Brücke über die Polota (Palata) zu überqueren, machte Affry mit dem 4. Schweizerregiment einen Ausfall und drängte sie zurück. Bis nach Mitternacht wurde die Brücke verteidigt, dann kam der Befehl zum Rückzug. Hauptmann Landolt deckte ihn mit seinen Voltigeuren. Um drei Uhr nachts war die Düna überschritten, die Brücken wurden hinterher zerstört. Die Zahl der kampffähigen Soldaten der vier Schweizerregimenter war auf 1300 Mann geschrumpft.
Die kampfunfähigen Soldaten wurden nach Wilna transportiert, darunter auch die Hauptleute Sury, Thomasset und Geßner. Die Schweizerregimenter wurden weiter geschwächt, da Hauptmann Bleuler mit seinem Bataillon (das nur noch aus 220 Mann bestand) sowie zwei französischen Bataillonen 5000 russische Gefangene nach Wilna verbringen sollte; ein heikler Auftrag, da der lange, waldreiche Weg den Gefangenen viele Fluchtmöglichkeiten bot. Bleuler orderte an, dass für jeden Gefangenen, dem die Flucht gelingen sollte, ein verbleibender erschossen wird; ein Befehl, der in der Folge mehrmals zur Anwendung kam. Maag vertritt die Ansicht, dass sich deshalb die Gefangenen gegenseitig scharf beaufsichtigten und so grösstenteils nach Wilna gebracht werden konnten. Hauptmann Siegerist schloss sich dieser Kolonne an, denn Oberst Affry hatte ihm den Befehl erteilt, seine Kutsche nach Wilna in Sicherheit zu bringen.
Nach einem Gefecht zwischen Steinheils Truppen und denen des bayerischen General Wrede bei Bononia (heute in der Woiwodschaft Lublin) am Fluss Uschatz, an dem das 2. Schweizerregiment beteiligt war, zog sich Saint-Cyr an den kleinen Fluss Ula zurück. Inzwischen hatte sich das 9. französische Korps unter Marschall Victor dem Gefechtsort genähert. Dieses Reservekorps war erst kürzlich in Russland einmarschiert und am 28. September in Smolensk eingetroffen. Das bayerische 6. Korps, das nicht einmal mehr die Effektivstärke eines Regiments aufwies, trennte sich vom Korps Saint-Cyr und marschierte mit der Brigade Corbineau (Jean-Baptiste Juvénal Corbineau; * 1776; † 1848) über Glubokoje (Hlybokaje, heute in Weissrussland) nach Wilna. Wittgenstein hatte den Bau neuer Brücken bei Polozk beendet und setzte seine Truppen am 23. Oktober in Marsch. Drei Tage später vereinigte er sein Korps mit jenem von Steinheil und drängte Saint-Cyr und sein Korps zurück.
Am 29. Oktober begann die Vereinigung des Korps Victor mit dem des Marschalls Saint-Cyr. Voller Verwunderung betrachtete man die Truppen Victors, die in sehr guter Verfassung waren, während jene erstaunt auf die abgemagerten Soldaten des 2. Korps in ihren abgenutzten und teilweise zerrissenen Uniformen starrten.

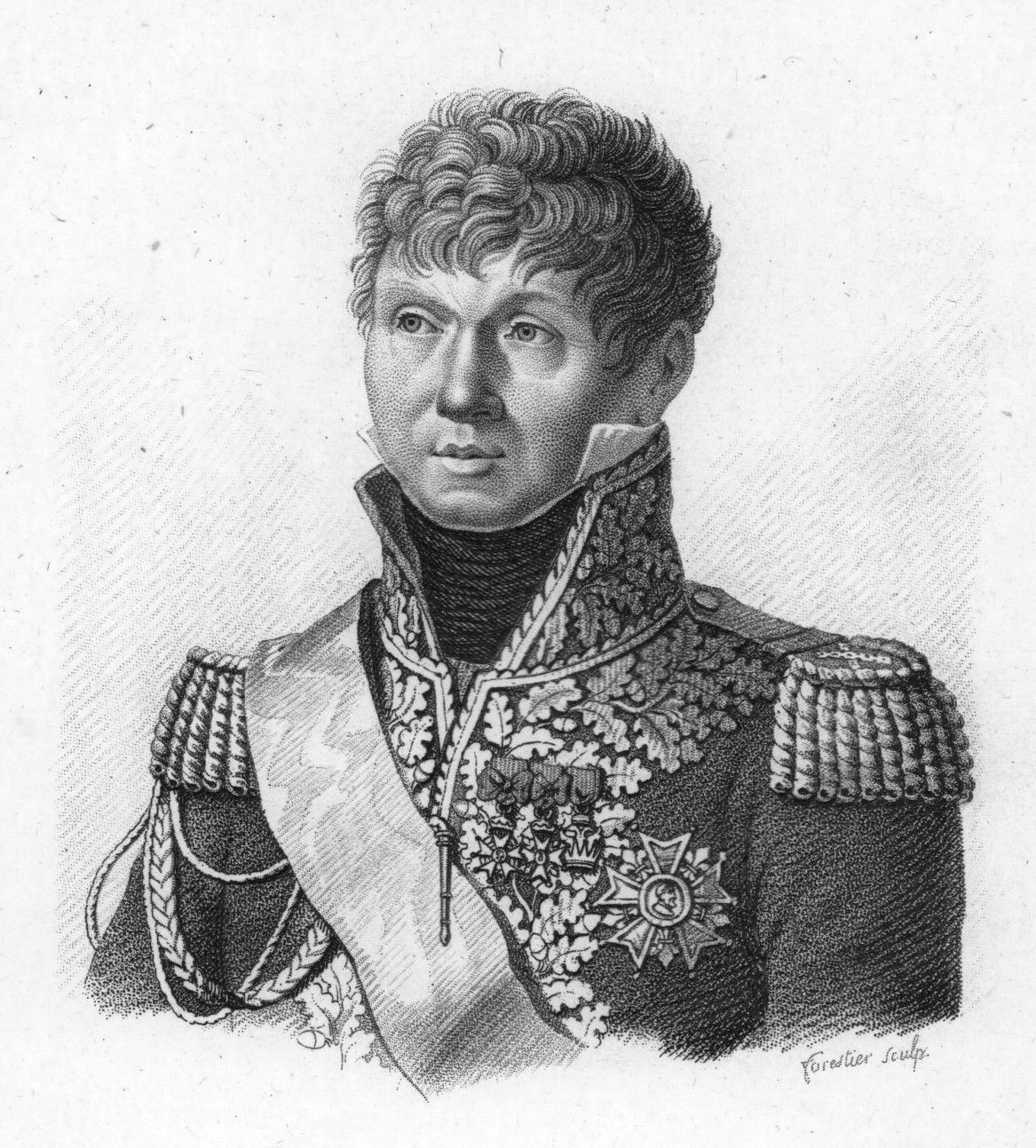
Marschall Perrin gen. Victor

Am 31. Oktober morgens griff die Vorhut Wittgensteins unter dem russischen General Jachwyl bei Tschaschniki (heute in Weissrussland) die beiden vereinigten Korps der Invasoren an. Im Korps Victor waren nur 11 von 54 Infanterie-Bataillonen französische Einheiten. Von diesen 11 kamen zwei aus dem von Frankreich annektierten Holland. Weitere 12 Bataillone bestanden aus polnischen Soldaten und der Rest waren deutsche Bataillone. Die Kavallerie bestand ausschliesslich aus deutschen Einheiten: dem bergischen Ulanen-Regiment, dem darmstädtischen Dragoner-Regiment, einem sächsischen Dragoner-Regiment sowie einem badischen Dragoner-Regiment. Die Schweizer standen nun in einer Linie mit Badenern, Württembergern, Sachsen, und Polen. Der Angriff der Vorhut wurde abgewehrt. Wenig später rückte Wittgenstein mit seiner Hauptmacht an. Nun wurde das Korps Saint-Cyr zurückgenommen und das Korps Victor besetzte die vorderste Linie. Hauptmann Landolt schrieb, dass die Brigade Merle keinen Schuss mehr abfeuerte. Hin und wieder flogen einige Kanonenkugeln vorbei, die jedoch lediglich einen Marketender töteten. Das Gefecht dauerte bis zum Abend, dann zogen sich die französischen Korps zurück. Da Saint-Cyr sich nach Wilna begab, übernahm Victor das Kommando über beide Korps, die sich mit Napoleons Hauptarmee vereinigen sollten. Die Temperaturen waren weit unter den Gefrierpunkt gesunken. Marschall Oudinot, dessen Verwundung ausgeheilt war, kam aus Wilna zurück und übernahm wieder das Kommando über das 2. Korps. Auf Befehl Napoleons rückten beide Korps am 11. November nach Norden vor. Am 13. November griff Victor mit seinem Korps bei Smoliani Wittgenstein an und warf dessen Vorhut zurück (→ Schlacht von Smoliani). Am folgenden Tag zog sich Victor auf Tschereia zurück.

## Bataillon Neuenburg
Das Neuenburger Bataillon, das ebenfalls der 9. Infanterie-Division angehörte, war seit dem 25. August in Smolensk stationiert. Der Chef de bataillon de Bosset starb am 29. Oktober. Sein Posten wurde dem Hauptmann d’Andrié de Gorgier übertragen. Der aus Moskau zurückkehrenden Hauptarmee schlossen sich auch die Neuenburger an. Das Thermometer zeigte minus 25 Grad Réaumur (−31 °C). In Krasnoi (Krasnoje) verlor das Bataillon ohne Schwertstreich 60 Mann.

## Schlacht an der Beresina
Napoleon erreichte am 19. November Orscha, wo sich inzwischen auch die Schweizerregimenter befanden. Letztere mussten ihre Artillerie einschliesslich der Kanoniere an die Hauptarmee abgeben. Die Hauptarmee erhielt aus dem Depot in Orscha zusätzliche 36 neue Kanonen. Die Batterie von Leutnant de Sonnaz wurde der kaiserlichen Garde, Hirzel mit seinen zwei Kanonen der Nachhut zugeteilt. Oudinot erhielt den Auftrag sich mit seinem Korps, das noch über etwa 7000 bis 8000 Mann verfügte, auf der Strasse von Orscha nach Borissow zu verschieben. Vor Borissow hielten russische Truppen die einzige erreichbare Brücke über die Beresina besetzt. Zwar gelang es Oudinot, am 24. November die russische Vorhut, die bereits die Beresina überschritten hatte, zu schlagen, aber bei ihrem Rückzug gelang es den Russen, die Brücke hinter ihnen in Brand zu setzen. Die Schweizer marschierten mit dem Korps ebenfalls nach Borissow kamen dabei aber zu keinem Kampfeinsatz. Leutnant Thomas Legler schrieb: „Es war ein Glück für das 2. Armeekorps, dass von der anderen Seite keinerlei Angriff geschah, ja kaum ein Schuss auf die mit allerlei Art von Waffen und Mannschaft angefüllte Stadt fiel, widrigenfalls eine Beschießung Tausenden den sichern Tod gebracht hätte.“ Legler gibt die Länge der von den Russen besetzten Brücke über die Beresina mit etwas über 300 Schritt an. Borissow wäre somit durchaus in Reichweite der russischen Artillerie gelegen. In seinem Bericht an den Landammann vom 2. Januar 1813 schätzte Oberst Affry die vier Schweizerregimenter bei der Ankunft in Borissow auf insgesamt 600 Mann. Sein eigenes Regiment bestand nur noch aus 103 Mann (ohne das Bataillon Bleuler, das Gefangene nach Wilna eskortierte).
Um den Durchhaltewille zu heben, verkündete Napoleon jetzt die bereits am 19. November festgelegten Beförderungen und Auszeichnungen. Oberst Raguettly erhielt das Offizierskreuz der Ehrenlegion. Die Obersten Castella de Berlens und von Affry erhielten das Kreuz der Ehrenlegion. Der Grenadierhauptmann Karl Zingg aus dem Aargau, der das Kreuz der Ehrenlegion bereits anlässlich des Italienfeldzuges erhalten hatte, wurde zum Bataillonschef befördert. Ebenso der Zuger Grenadierhauptmann Franz Blattmann, der gleichzeitig auch zum Ritter der Ehrenlegion ernannt wurde. Insgesamt kamen für die Schweizerregimenter 32 Orden zur Verteilung, zudem wurden zahlreiche Beförderungen ausgesprochen. Vom Walliser Bataillon wurde Chirurg-Major Kämpfen ausgezeichnet.

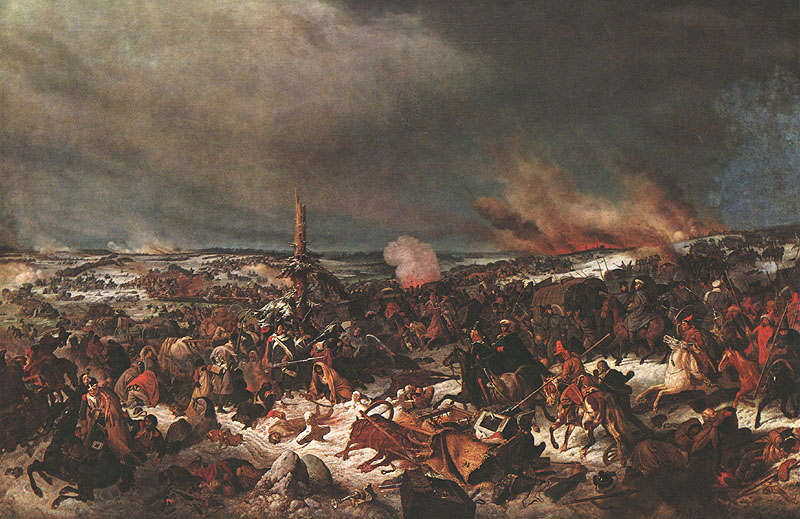
Schlacht an der Beresina

Am 25. November brach das 2. Korps am späten Abend von Borissow nach Studjanka auf. Dort wurden zwei Brücken über die Beresina geschlagen. Nachdem die Brücke für die Infanterie und die Kavallerie fertiggestellt war, überquerte das Korps Oudinot am 26. November um 13 Uhr mit seinem insgesamt noch etwa 7000 Mann die Beresina, um die Überquerung der restlichen Armee am Westufer zu decken. Südlich der Brücke stand der russische General Tschaplitz mit seinen Truppen bei Stachow. Es kam lediglich zu Tirailleur-Gefechten. Noch war das Korps ohne Artillerieunterstützung, da die zweite Brücke, die für Fuhrwerke vorgesehen war, erst drei Stunden später fertiggestellt wurde. Die Artillerie des 2. Korps setzte zuerst über. In der Nacht folgte Marschall Michel Ney mit seinen Truppen sowie der jungen Garde. Admiral Tschitschagow, Kommandeur des russischen Korps am Westufer der Beresina, verstärkte Tschaplitz mit zwei Regimentern Infanterie. Am 27. standen sich die feindlichen Truppen bei Stachow untätig gegenüber. Ein russischer Offizier berichtete über die Kämpfe vom 26. November: „Die Nacht machte dem Kampf ein Ende und als der Morgen anbrach, standen sich die beiderseitigen Truppen kaum auf Flintenschussweite gegenüber; so verging auch der ganze Tag des 27. November; niemand hatte Neigung, das Gefecht zu beginnen; wir waren sehr schwach, und die Franzosen beeilten sich, überzugehen, und wir waren daher zufrieden, wenn sie nicht beunruhigt wurden.“
Am Morgen des 28. November standen die Korps von Oudinot und Marschall Ney zwischen Stachow und Brili etwa 12 Kilometer von den beiden Brücken entfernt. Ney bildete den linken Flügel an der Beresina, Oudinot nahm das Zentrum und den rechten Flügel ein. Dahinter stand in der Nähe des Dorfes Weselowo die kaiserliche Garde. Weil viele Versorgungswagen sich noch auf der anderen Seite der Beresina befanden, litten die Soldaten Hunger. Die erste Kolonne der Division Tschaplitz unter General Rudsewitsch (1776–1829) hatte den Auftrag, die französischen Vorposten zurückzudrängen. Unterstützt wurde sie von der Artillerie-Batterie Arnold. Zwei weitere Kolonnen unter den Generalen Kornilew und Metscherinow waren als Unterstützung vorgesehen. Eine weitere rückte unter Oberst Krasowsky an die Beresina vor. Als die russischen Tirailleure zu erkennen waren, eröffnete die französische Artillerie das Feuer. Gleich zu Beginn der Schlacht wurde Oudinot verwundet und Marschall Ney übernahm das Kommando über beide Korps. Die Schweizer erhielten den Befehl vorzurücken. Bereits nach einer Viertelstunde gerieten sie ins Feuer der russischen Infanterie und Artillerie. Bataillonschef Blattmann starb an einem Kopfschuss. Schon jetzt wurde die Munition knapp. Unteroffizier Barbey, der neue Patronen besorgen sollte, wurde in dem Moment tödlich getroffen, als er sich auf den Weg machte, den Auftrag zu erledigen. Ein zweiter Soldat mit dem gleichen Order wurde verwundet. Zur Verstärkung traf die Weichsel-Legion (Légion de la Vistule) ein. Tschitschagow schickte seinerseits zwei Divisionen als Unterstützung für Tschaplitz. Ney schickte die Kürassierdivision Doumerc ins Gefecht, der es nicht nur gelang den Angriff zurückzuschlagen, sondern auch etliche russische Soldaten von ihrer Linie abzuschneiden und vor sich her zu treiben. Diese mussten ihre Waffen vor den Schweizern ablegen und wurden hinter die eigene Linie geführt. Im Wald bei Brili wurde den ganzen Tag gekämpft. Die Lage der Schweizer wurde prekär, denn die Zahl der Soldaten, die ihre Munition verschossen hatten, stieg ständig. Legler forderte bei General Merle Munition an und bot ihm an vorerst mit dem Bajonett anzugreifen. Mit wildem Geschrei stürzten sich die Schweizer und die Soldaten des 123. Linieninfanterie-Regiments auf den Gegner. Die russische Infanterie wurde in die Flucht geschlagen. Nach einem russischen Kavallerieangriff zogen sich die Schweizer zurück. In der Zwischenzeit war neue Munition eingetroffen, allerdings nicht genug. Insgesamt führten die Schweizer sieben oder acht Angriffe mit dem Bajonett aus. Am Nachmittag wurden die Schweizer abgelöst und das 5. Armeekorps bestehend aus Polen zog in die vorderste Linie.
Die Verluste der Schweizer waren schwer. Das 1. Regiment verlor beide Bataillonschefs und zehn Offiziere; das 3. Regiment zählt noch 60 Mann. Beim provisorischen Bataillon des 4. Regiments wurden von 18 Offizieren zehn verwundet und einer getötet. Nach Angaben des Leutnants Louis de Buman (* 1789 in Bulle) waren vom 2. Regiment nur noch zwei Offiziere und 12 Soldaten am Leben. Maag hält fest, dass die Angaben von de Buman in diesem Punkt zu pessimistisch erscheinen, da später mehr als nur zwei Offiziere dekoriert wurden, nämlich dreizehn. Am Abend wurden beim Appell nur noch 300 Schweizer gezählt, davon waren ein Drittel verwundet. Am nächsten Tag schlossen sich die Schweizerregimenter dem allgemeinen Rückzug an.

## Rückzug aus Russland
Der Rückzug erfolgte über Ziembin, Kamen, Plescheniczi (Pleščanicy), Molodetschno, Smorgoni und Osmiana. Das 2. Korps, das nur noch etwa 1.500 kampffähige Soldaten umfasste, bildete die Nachhut. Für den verwundeten Marschall Oudinot übernahm General Maison das Kommando. Eine Marschordnung gab es nicht mehr. Die Schweizer marschierten gemeinsam mit polnischen Soldaten des 5. Korps, später kamen auch noch Teile des 9. Korps hinzu. Verpflegung gab es keine, man ernährte sich vom Fleisch gefallener Pferde und Rüben, die man hin und wieder fand. Immer wieder griffen kleinere Trupps Kosaken an. Am 1. Dezember zeigte das Thermometer minus 18 °Réaumur (−22 °C). Die Wege waren übersät mit Leichen und Pferdekadavern. Den Bataillonschef Zingg und Adjutant-Major Tschudi, die beide an der Beresina verwundet worden waren, musste man zurücklassen. Vonderweid, der ebenfalls an der Beresina verwundet wurde, starb auf dem Weg nach Wilna. Hauptmann Hopf starb bei der Ankunft in Wilna an seinen Verletzungen.
In der Stadt gab es grosse Vorräte an Fleisch, Brot, Zwieback, Branntwein und Schuhen. Sammelpunkte waren festgelegt, an denen sich die Korps geordnet verpflegen sollten. Die ausgehungerten Massen dagegen stürmten Wilna und plünderten die Depots, ein grosser Teil der Vorräte wurde dabei durch Unachtsamkeit zerstört und vieles fiel später den russischen Truppen in die Hände.
Das Bataillon Bleuler hatte die ihm anvertrauten Kriegsgefangenen in Wilna abgeliefert. Dort erhielt er aus dem in Kowno befindlichen Depot der Schweizer Verstärkungen. Sein Bataillon zählte neu 380 Mann. Mit diesen marschierte er von Wilna nach Smorgoni der Armee entgegen. In einem Dorf nahe der Stadt Smorgoni traf er auf Schweizer, die unter dem Befehl von Hauptmann Siegerist standen. Vereinigt marschierten sie nach Wilna zurück. Vor den Toren Wilnas bestand das Bataillon Bleuler nur noch aus 30 Mann. Die Temperatur war auf minus 28 °Réaumur (−34 °C) gesunken. Da Wilna voller Soldaten war, hatte man die Tore geschlossen und die Schweizer wurden nicht in die Stadt gelassen. Hauptmann Siegerist gelang es am nächsten Tag mit vier anderen Schweizern durch eine Bresche in der Stadtmauer zu schlüpfen, um Lebensmittel zu kaufen. In der Stadt herrschte Chaos. Ausgehungerte Soldaten hatten sich den Magen vollgeschlagen um dann zu sterben. Andere hatten sich auf die Branntweinvorräte gestürzt, brachen betrunken auf den Strassen zusammen und erfroren dort. Als die russischen Truppen anrückten wurde die Stadt zwar in aller Eile geräumt, doch viele Nachzügler blieben in Wilna zurück. Erneut wurden die Schweizer der Nachhut zugeteilt. Beim Einrücken der russischen Truppen in die Stadt am 10. Dezember wurden viele Schweizer getötet, allein das 1. Regiment verlor an diesem Tag 17 Offiziere.
Die Schweizer, die überlebt hatten, machten sich mit den Trümmern der „Grande Armée“ auf den Weg nach Kowno, wo sie drei Tage später eintrafen. Im Depot der Schweizer hatte Hauptmann Hirzel, Kommandeur des Depots, noch 150 Mann unter Waffen. Angesichts der bedrohlichen Lage liess Hirzel das Depot im Stich und machte sich auf den Weg nach Marienburg.

## Verluste
Die Quellenlage zu den Gesamtverlustzahlen, welche die Schweizerregimente im Russlandfeldzug erlitten, ist unübersichtlich, lückenhaft und oft widersprüchlich. Die Bestandsaufnahme von Anfang Januar 1813 berücksichtigt nur jene Soldaten, welche sich zum fraglichen Zeitpunkt bei ihren Einheiten befanden. Da über das spätere Schicksal von Soldaten, die in fernen Lazaretten lagen, in Kriegsgefangenschaft gerieten oder aus anderen Gründen zurückblieben, oft wenig bekannt ist, können die Verlustzahlen kaum konsolidiert werden. Unbestritten ist, dass die Bilanz des Unternehmens einem „Totalverlust“ erschreckend nahekommt. Maag schreibt zu den verbliebenen Restbeständen: „Werden die Überreste aller vier Regimenter zusammengerechnet, so betrug die Gesamtzahl im Januar 1813 nicht viel über 1000 Mann. Mit diesem Ergebnis durften sich die Schweizerregimenter noch glücklich schätzen, wenn man das Los anderer Regimenter der Division Merle mit dem ihrigen vergleicht.“
Die Reste der Schweizer Regimenter sammelten sich in Marienburg. Oberst Affry, der das Kommando über die Regimenter innehatte, schrieb am 25. Dezember an den Landammann: „… die vielen hartnäckigen Kämpfe …, die Härte des Klimas und unzählige andere Umstände die beinahe vollständige Vernichtung der vier Regimenter nach sich gezogen, die vereinigt keine 400 Mann repräsentieren.“ Eine Zählung Anfang Januar 1813 ergab, dass das 1. Regiment noch drei Offiziere sowie 56 Unteroffiziere und Soldaten zählte, Kranke und Verwundete mitgerechnet. 27 Offiziere und 53 Unteroffiziere sowie weitere Soldaten hatte man zu der Zeit allerdings bereits nach Küstrin in Marsch gesetzt, von wo sie nach Mainz marschierten. Vom 2. Regiment konnte Hauptmann Rusca in Marienburg vorläufig 70 Mann um sich versammeln, Theiler vom 3. Regiment 87 Mann – alle in elendem Zustand – und der Bataillonschef Salomon Bleuler zählte noch 43 Mann im 4. Regiment, davon waren die meisten krank. Leutnant Isler vom 2. Regiment sammelte in Marienburg noch 50 Nachzügler ein. Die Soldaten hatten Erfrierungen an Nasen, Ohren, Zehen oder Fingern. Fuhrwerke standen nicht zur Verfügung. Auf dem Weg nach Magdeburg musste er fast alle zurücklassen und kam dort mit nur vier Soldaten an. Über das Schicksal der Zurückgelassenen hat er nichts mehr gehört. Am 22. Februar 1813 verbot der Kanton Freiburg das Tanzen „als unvereinbar mit den jetzigen Ereignissen, welche mehr oder weniger alle Länder Europas betrüben.“
Das 1. Regiment hatte nach Maag beim Einzug in Metz am 6. März 1813 noch eine Stärke von zehn Offizieren und 49 Soldaten. Einschliesslich der zur Verstärkung nachgerückten Soldaten dienten in diesem Regiment insgesamt 2.310 Mann. Aus den Lazaretten und aus der Gefangenschaft kehrten 44 Offiziere sowie 333 Unteroffiziere und Soldaten zurück. Hauptmann Hirzel vom 2. Regiment kommandierte mehr als 100 Soldaten, die alle an Krücken gingen und als „nicht-kampffähig“ nicht zum Bestand gezählt wurden. Die Überreste des Neuenburger Bataillons erreichten am 30. Dezember 1812 Königsberg und am 6. Januar 1813 Elbing. Das Bataillon bestand noch aus 23 Mann. Weitere 20 Soldaten befanden sich in Lazaretten in Preussen.
Einige in Gefangenschaft geratene Schweizer traten in die Russisch-Deutsche Legion ein. Nach Maag dienten im April 1814 allein vom 4. Regiment der Schweizer noch etwa 40 Mann in der Legion.

## Traditionen

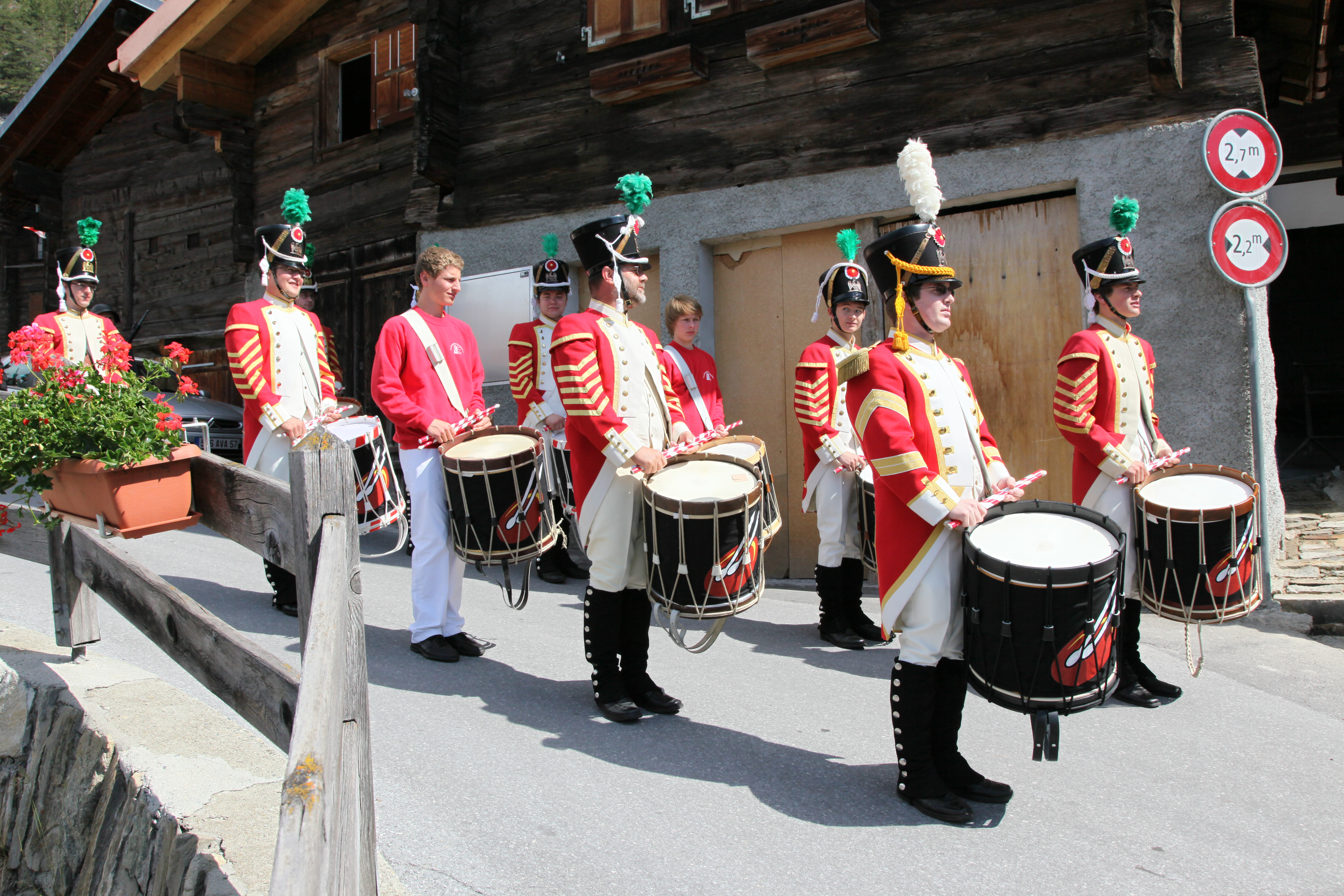
Fronleichnams-Prozession in Erschmatt (Wallis)

- Bei kirchlichen Prozessionen wird den historischen Uniformen der Schweizerregimenter nachgebildete Uniformen, mit jeweils lokalen Variationen, getragen. Dies durch die historischen Milizen des Bleniotals als auch durch die Jungmannschaften der Uniun da giuventetgna Sagogn und der Cumpagnia da Mats von Domat/Ems. Im Wallis tragen die Herrgottsgrenadiere eine solche Uniform und ebenfalls die Tambouren von Erschmatt. In Ferden im Lötschental, in Domat/Ems und in Sagogn wird die Uniform jeweils zur Fronleichnams-Prozession und am Kirchweihfest getragen, während im Bleniotal die Prozessionen am 24. Juni, am ersten und am dritten Sonntag im Juli stattfinden. Tessiner Soldaten gelobten an der Beresina bei sicherer Rückkehr eine ständige Miliz einzurichten, für Sagogn standen neben Hauptmann Baltasar Bundi 24 weitere Soldaten im Dienst Napoleons.[25]